# Come Clean (canção)
"Come Clean" é uma canção gravada pela cantora norte-americana Hilary Duff para seu segundo álbum de estúdio, Metamorphosis (2003). Foi escrita por Kara DioGuardi e John Shanks, enquanto a produção ficou a cargo de Shanks. A canção contém influências da música electrônica, com os versos narrando a protagonista querendo "falar a verdade" com seu interesse amoroso, a partir de um relacionamento tenso. "Come Clean" foi avaliada com análises mistas pelos críticos. A música foi lançada em 13 de janeiro de 2004 como o segundo single do álbum.
Nos Estados Unidos, a música chegou ao número trinta e cinco, tornando-se o primeiro single entre as 40 melhores de Duff na Billboard Hot 100. Mais tarde viria a se tornar seu single mais vendido nos Estados Unidos. No entanto, a canção não conseguiu igualar o sucesso de seu single antecessor "So Yesterday" em muitos outros países. Atingiu a maior posição no número dezessete na Austrália e dezoito no Reino Unido, enquanto figurava entre os vinte primeiros no Canadá, Holanda, Irlanda e Nova Zelândia. Um remix da música produzido por Chris Cox foi incluído na coletânea de 2005 de Duff, Most Wanted, esta versão também foi incluída em seu EP de remixes da versão das lojas Walmart do álbum Dignity (2007) bem como a versão Dance Mix, e em 2008, outro remix da canção produzida por Chico Bennett & Richard "Humpty" Vission foi incluído no Best of Hilary Duff. Ainda em 2006, uma versão remix da canção foi inclusa na trilha sonora da soap opera brasileira Malhação.
A canção é acompanhada por um vídeo musical, dirigido por Dave Meyers, que apresentou Duff dentro de uma casa num dia chuvoso, esperando por seu interesse amoroso. O vídeo foi indicado na categoria Best Pop Video no MTV Video Music Awards de 2004. A canção foi usada no trailer do filme A Cinderella Story, de 2004, estrelado por Duff. Foi usada como tema de abertura dos reality shows MTV, Laguna Beach: The Real Orange County e Newport Harbor: The Real Orange County, e está incluído no álbum da trilha sonora de Laguna Beach.

## Composição
|                                                    | "Come Clean" O refrão da música, apoiado pela bateria. Também incorpora elementos de música electrônica. |
| Problemas para escutar este arquivo? Veja a ajuda. | |

Em uma entrevista concedida para o The News Times, em 2005, Duff disse que a música é "obviamente sobre um relacionamento de um garoto e uma garota e justamente fala sobre como alguém pensa que estão tensos". "Ela está cansada, ele está cansado e eles estão jogando a verdade, quer isso signifique que eles vão ficar juntos ou não. Eles estão colocando todas as cartas na mesa e soltando tudo que não foi dito basicamente", disse ela. Duff citou a música como sua favorita do Metamorphosis, dizendo que é "um pouco mais suave" do que seu single anterior, "So Yesterday", "mas não é realmente pop. Parece meio techno, mas é lenta. É muito legal."
Musicalmente, "Come Clean" é uma música moderadamente rápida em um ritmo de 120 batidas por minuto. Escrita na chave de Si maior, apresenta a sequência G#mj7—E2—G#mj7 como sua progressão de acordes. Os vocais de Duff vão desde a nota F#3 até a nota B4.

### Outros usos
Em 2011 a cantora brasileira Kelly Key usou um sample com os arranjos da canção em sua faixa "O Problema É Meu".

## Vídeo musical

### Desenvolvimento e lançamento
O vídeo musical que acompanha o single foi dirigido por Dave Meyers e filmado em Los Angeles em 23 de novembro de 2003. Meyers afirmou sobre o vídeo: "Eu estou tentando fazer algo em que você está levando ela [Duff] muito a sério... muito dramática e muito feminina, e quase sensual. Eu acho que nunca vimos isso dela. Ela tem sido um ícone pop, então estou apenas tentando dar a ela um pouco mais de credibilidade a frente de um artista."

### Sinopse
No vídeo, Duff é apresentada em sua casa durante um dia chuvoso (refletindo a referência da chuva no refrão da música), andando de comodo em comodo. Seus amigos chegam e assistem televisão com ela na sala de estar. A tempestade intensifica-se ao longo do dia, e as cenas interiores são intercaladas com fotos do namorado de Duff dirigindo-se a sua casa em um carro. No final do vídeo, o namorado chega na casa e Duff se aventura na chuva para encontrá-lo; eles se beijam quando o vídeo termina. De acordo com Meyers, "Nós nunca sabemos se o cara no final é um namorado ou amigo ou qual é o drama. É tudo muito fotogênico e sofisticado e não muito colorido". Duff disse que o vídeo "realmente mostra que ela está meio nesse estado monótono durante a coisa toda. Ela não demonstra muita emoção exceto que ela está esperando por esse garoto, esse cara, para chegar. Você não pode dizer que eles estão correndo em direção um ao outro, se eles vão se beijar ou vão se abraçar ou vão se bater. São várias emoções diferentes."

### Recepção
O vídeo foi indicado na categoria Best Pop Video no MTV Video Music Awards de 2004. A música lhe rendeu um TMF Awards em Fake ID Category, e ajudou-a a ganhar o World Music Award de Best New Artist em 2004.

## Desempenho comercial
A canção estreou na parada Billboard Hot 100 de 28 de fevereiro de 2004, no número 53, e posteriormente chegou ao número 35. Em 27 de julho de 2014, a música vendeu 655.000 cópias digitais nos Estados Unidos.

## Faixas e formatos
| "Come Clean" – Maxi single da Austrália |                                                    |         |  |
| N.º                                     | Título                                             | Duração |  |
| 1.                                      | "Come Clean" (remix de rádio)                      | 3:26    |  |
| 2.                                      | "Come Clean" (Rhythmic mix)                        | 3:32    |  |
| 3.                                      | "Come Clean" (versão acústica)                     | 3:22    |  |
| 4.                                      | "Hilary Speaks" (Entrevista australiana exclusiva) | 6:13    |  |
| 5.                                      | "Come Clean" (vídeo musical)                       | 3:26    |  |
| Duração total:                          | Duração total:                                     | 13:46   |  |

| "Come Clean" – CD single do Canadá |                                |         |  |
| N.º                                | Título                         | Duração |  |
| 1.                                 | "Come Clean" (versão de rádio) | 3:35    |  |
| 2.                                 | "Come Clean" (Rhythmic mix)    | 3:33    |  |
| Duração total:                     | Duração total:                 | 7:08    |  |

| "Come Clean" – CD single 1 do Reino Unido |                                |         |  |
| N.º                                       | Título                         | Duração |  |
| 1.                                        | "Come Clean" (versão de rádio) | 3:35    |  |
| 2.                                        | "Why Not"                      | 2:59    |  |
| 3.                                        | "Come Clean" (vídeo musical)   | 3:33    |  |
| Duração total:                            | Duração total:                 | 10:07   |  |

| "Come Clean" – CD single 2 do Reino Unido |                                                           |         |  |
| N.º                                       | Título                                                    | Duração |  |
| 1.                                        | "Come Clean" (versão de rádio)                            | 3:35    |  |
| 2.                                        | "Come Clean" (Joe Mermudez & Josh Harris Main Mix)        | 3:35    |  |
| 3.                                        | "Come Clean" (Cut to the Chase Club Mix — remix de rádio) | 3:29    |  |
| 4.                                        | "Come Clean" (vídeo musical)                              | 3:33    |  |
| Duração total:                            | Duração total:                                            | 13:32   |  |

| "Come Clean" – EP The Remixes do Reino Unido |                                                            |         |  |
| N.º                                          | Título                                                     | Duração |  |
| 1.                                           | "Come Clean" (Cut to the Chase Club Mix — versão de rádio) | 3:29    |  |
| 2.                                           | "Come Clean" (Flood Remix Radio)                           | 3:44    |  |
| 3.                                           | "Come Clean" (Joe Bermudez & Josh Harris Main Mix)         | 3:35    |  |
| 4.                                           | "Come Clean" (Cut to the Chase Club Extended Club Mix)     | 5:31    |  |
| 5.                                           | "Come Clean" (Chris Cox Flood Remix)                       | 9:42    |  |
| Duração total:                               | Duração total:                                             | 25:21   |  |

## Créditos
Adaptado dos créditos do encarte:
- John Shanks - produtor
- Rob Chiarelli - gravação, mixagem

## Desempenho nas tabelas musicais
| Tabela musical (2004)                                  | Melhor posição |
| ------------------------------------------------------ | -------------- |
| Austrália (ARIA Charts)                                | 17             |
| Bélgica (Ultratop 50 de Flandres)                      | 33             |
| Bélgica (Ultratrip da Valônia)                         | 2              |
| Canadá (Nielsen SoundScan)                             | 7              |
| Escócia (The Official Charts Company)                  | 12             |
| Espanha (Productores de Música de España)              | 12             |
| Estados Unidos (Billboard Hot 100)                     | 35             |
| Estados Unidos (Pop Songs)                             | 9              |
| Estados Unidos (Adult Pop Songs)                       | 37             |
| França (Syndicat National de l'Édition Phonographique) | 29             |
| Irlanda (Irish Recorded Music Association)             | 16             |
| Nova Zelândia (Recorded Music NZ)                      | 17             |
| Países Baixos (Dutch Top 40)                           | 8              |
| Países Baixos (Single Top 100)                         | 9              |
| Reino Unido (UK Singles Chart)                         | 18             |
| Suíça (Schweizer Hitparade)                            | 78             |

| Região                                                                    | Certificação | Unidades / vendas |
| ------------------------------------------------------------------------- | ------------ | ----------------- |
| Estados Unidos (RIAA)                                                     | Ouro         | 500,000^          |
| "^" denota números de unidades estimadas baseadas somente na certificação |              |                   |

## Histórico de lançamento
| Região         | Data                  | Formato(s)                                                | Gravadora                                 |
| -------------- | --------------------- | --------------------------------------------------------- | ----------------------------------------- |
| Estados Unidos | 13 de janeiro de 2004 | Rádios mainstream                                         | - Buena Vista Records - Hollywood Records |
| Austrália      | 19 de janeiro de 2004 | Maxi single                                               | WEA International                         |
| Reino Unido    | 22 de abril de 2004   | CD single                                                 | WEA International                         |
| Reino Unido    | 22 de abril de 2004   | Maxi single                                               | WEA International                         |
| Alemanha       | 28 de junho de 2004   | Maxi single                                               | WEA International                         |
| Estados Unidos | 19 de outubro de 2004 | Download digital (AOL Broadband Rocks! November 22, 2003) | Hollywood Records                         |